# Paybis
Paybis es una plataforma de intercambio de activos digitales con sede en Polonia. La empresa fue fundada en 2014 y opera en 180 países.
Los usuarios registrados deben proporcionar su identificación debido a los requisitos de KYC de acuerdo con la normativa contra el blanqueo de capitales para evitar actividades ilegales.

## Historia
Paybis fue fundada en 2014 por Innokenty Isers y Konstantin Vasilenko.
En julio de 2022, Paybis introdujo una nueva forma de pago: la Zona Única de Pagos en Euros (SEPA) de la Unión Europea, que permite realizar depósitos instantáneos en libras esterlinas (GBP) y euros (EUR).
En septiembre de 2023, Paybis ha añadido la posibilidad de realizar transferencias bancarias ACH (Cámara de Compensación Automatizada), permitiendo a los clientes estadounidenses comprar criptomonedas directamente desde su cuenta bancaria.

## Información general
Paybis tiene su sede en Varsovia, Polonia y opera en 180 países. Tiene 89 criptomonedas disponibles para comprar o vender, y la criptocartera de Paybis admite 100 activos digitales en total. Los pagos se pueden realizar en dólares estadounidenses (USD), libras esterlinas (GBP) o euros (EUR), así como en varias monedas locales. La plataforma admite opciones de pago fiduciario como tarjetas de crédito, tarjetas de débito, AstroPay, transferencias bancarias instantáneas (disponibles para clientes estadounidenses), Apple Pay, Google Pay y opciones de billetera electrónica como Neteller y Skrill. Cuenta con 80 métodos de criptopago, incluidos activos de criptomonedas como Bitcoin, Ethereum y Tether. La Rampa de Activación/Desactivación de Marca Blanca permite incorporar transacciones de criptomonedas a las operaciones comerciales. Los servicios adicionales incluyen Paybis Wallet para almacenar fondos en la plataforma y Crypto Calculator que permite comparar los precios de las criptomonedas y las monedas fiduciarias.
Paybis está registrada como MSB en FinCEN (Red Contra los Delitos Financieros) en EE. UU., FinTRAC (Canadá) y está registrada como criptoactivo en Polonia.
En 2023, la empresa cuenta con 1,8 millones de usuarios registrados.

## Normativa KYC/AML
Paybis cumple la normativa AML/KYC y protege a los usuarios de fraudes y estafas. Implementa el proceso KYC de identificación y verificación de la identidad del usuario para prevenir actividades ilegales.